# Rubus erichsenii
Rubus erichsenii es una especie de planta del género Rubus, perteneciente a la familia Rosaceae.

## Taxonomía
Rubus erichsenii fue descrita por H. E. Weber en 1973.

## Distribución
Se encuentra en el territorio de Alemania.